# 片山三郎

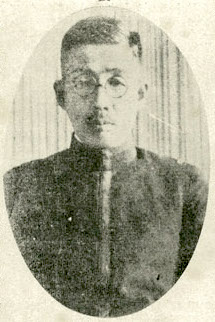
片山三郎

片山 三郎（かたやま さぶろう、1879年（明治12年）6月9日 - 没年不詳）は、台湾総督府官僚。大日本水産会理事。

## 経歴
京都府出身。1901年（明治34年）、東京専門学校（現在の早稲田大学）を卒業し、同年に判事検事登用試験に合格。司法官試補、大阪区裁判所検事、大阪地方裁判所検事を務めた。1907年（明治40年）、山林事務官に転じ、高知大林区署長、水産講習所教授、農商務書記官・事務官、水産局魚政課長、台湾総督府殖産局長、台南州知事、台北州知事を歴任した。
1931年（昭和6年）に退官し、弁護士・弁理士を開業した。その他、大日本水産会理事、共立水産工業株式会社取締役、帝国水産会顧問、林兼商店（のち大洋捕鯨株式会社、現在のマルハニチロ）顧問などを務めた。